# جسم‌ذهن
جسم‌ذهن رویکردی است برای درک رابطه بین جسم و ذهن انسان در جایی که آنها به عنوان یک واحد مجتمع واحد دیده می شوند. این تلاش برای حل مسئله ذهن و جسم و مقاومت در برابر سنت های غربی دوگانگی ذهن و جسم است . اصطلاح جسم‌ذهن همینطور در مطالعات مربوط به معلولیت دیده می شود و با اشاره به روابط پیچیده و غالباً تفکیک ناپذیر بین جسم و ذهن و اینکه چگونه این دو واحد ممکن است به عنوان یک عمل کنند وجود دارد. زمینه طب روانشناختی به تجلیات تجسم یافته فرایندهای روانشناختی می پردازد.

## دوگانگی در مقابل کل‌گرایی
در زمینه فلسفه، تئوری دوگانگی به این مطلب می‌پردازد که بخش‌های ذهنی و جسمی ما - مانند ذهن و بدن ما - متفاوت یا جدا هستند. هولیسم ایده یا گمانه زنی است که تمام خصوصیات یک سیستم مانند سیستم اندیشه‌های ما و سیستم بدن ما را نمی‌توان با نگاه کردن به اجزای آن به صورت جداگانه تعیین یا توضیح داد. در عوض، کل سیستم که به کلیت کامل نگاه می‌کند، تعیین‌کننده درک و مشاهده ایده، مفهوم یا نظریه مورد سؤال است.
در غرب، فرهنگ عامه گرایش بیشتری به این سمت دارد که دو مرکز در هستی ما وجود دارد که شخصیت ما را به ایجاد می‌کند و تعیین می‌کند چگونه مشاهده می‌کنیم و با جهان تعامل داریم. اولین مرکز، ذهن - مرکز افکار ما، و قلب (یا جسم) است که مرکز احساسات ما است. در فرهنگ غربی بیشتر بحث وجود دارد که آیا این بخش‌های مختلف که ما را منحصر به فرد می‌کنند مجزا هستند یا به هم وصل هستند.
در فرهنگ شرقی، به ویژه در مناطقی مانند هند، خاورمیانه و اطراف آن، ایدهٔ جسم‌ذهن کاملاً برعکس است. کلمات "ذهن" و "قلب" هر دو به "chitta" ترجمه می‌شوند که به ذهن اشاره دارد. "Chitta" یکی از سه اصطلاح همپوشانی است که به ذهن متبادر می‌شود. دو عبارت دیگر "ماناس" و " وییا " هستند. با هم، آنها بخش‌هایی هستند که کل یا کلیت ذهن ما را تشکیل می‌دهند. غالباً در روش‌هایی مانند یوگا، که معمولاً در درمان‌های خودمراقبتی بیشتر مورد استفاده قرار می‌گیرند و از آنها پیروی می‌کنند، در مدل هندی این جسم‌ذهن سه جنبه دارد: قابلیت توجه و پردازش حسی، ایجاد هویت یا خود ما (بیشتر با عنوان Ego شناخته می‌شود)، و توانایی تصور چیزها، شکل‌گیری قضاوت‌ها و تصمیم‌گیری‌ها.

## پیشینه تاریخی
یک چهره مهم در مفهوم و اعتقاد جسم‌ذهن، فیلسوف، محقق و استاد فلسفه، دین و فرهنگ، ویلیام اچ پوتات (19 آوریل 1919 - 17 مه 2000) است. پوتات در طول زندگی خود به دلیل کمکهای بسیار زیادی که به فلسفه پسا-بحرانی داشت و رهبر ایده‌های سازنده و تأثیرگذار مانند "جسم‌ذهن" شناخته شده بود.  به عنوان مردی که به فلسفه تأکید کرده است، گفته می‌شود که وی خود را به عنوان یک فرد «دیالکتیک عملگرا» معرفی کرد. او معروف بود که نه تنها خود، بلکه اطرافیان را نیز تشویق و به چالش می‌کشید تا جنبه‌های گیج کننده زندگی مدرن را زیر سؤال ببرند، درک کنند و دلایل و حقایق مربوط به آنها را به چالش بکشند. پوتات الهامات و ایده های خود را از مایکل پولانی گرفت، که در سال 1952 "ثبات اعتقادات" را نوشت. در این مقاله ، پولانی در مورد چگونگی وجود دو راه برای عقاید صحبت کرد. وی اظهار داشت، "بعضی از آنها با صراحت مقالات خاصی از ایمان نگهداری می شوند، مانند اعتقاد رسولان هنگام تلاوت در کلام کتاب دعای مشترک. شکل دیگر اعتقاد به‌طور ضمنی با اتکا به یک چارچوب مفهومی خاص است که همه‌ی تجربه‌ها بر اساس آن تفسیر می‌شوند."  دیگر افراد دیگری که الهام‌بخش پوتات بودند ، فیلسوف دانمارکی "سورن کرکگارد" (1813-1855)، مردی که نخستین فیلسوف اگزیستانسیال (فلسفه‌ای است که بر وجود فردی ، آزادی و انتخاب فرد تأکید دارد)، فیلسوف اتریشی و انگلیسی، لودویگ ویتگنشتاین (1889-1951)، فیلسوف فرانسوی موریس مرلو-پونتی (1908-1988) و هانا آرنت (1976-1975) ، فیلسوف و نظریه پرداز سیاسی آلمانی - آمریکایی و بسیاری دیگر. در کنار هم ، این افراد و ایده های آنها، به همراه ایده‌ها و نظریه‌های خاص خود پوتات، به او کمک کردند تا مفهوم و ایده‌های جسم‌ذهن در دنیای مدرن امروز را بیشتر درک و به اشتراک بگذارد. 

## جسم‌ذهن و دین
اعتقاد بر این است که رویکرد جسم‌ذهن از طریق اعتقادات و اعمال چندگانه مورد بررسی قرار می‌گیرد. این موارد عبارتند از Vajrayana , Mahayana , Theravada و Zen Buddhism. مانند بسیاری از مذاهب امروزی، این شاخه‌های مختلف بودیسم از ریشه و درختی یکسان سرچشمه می‌گیرند. آنها ایده‌ها و عقاید بسیار مشابهی دارند، اما در نحوه تمرین و زندگی در راستای اعتقادات خود اختلافاتی دارند. با این حال، در هر یک از این اعتقادها، مفهوم جسم‌ذهن، که در غیر این صورت با ناماروپا شناخته می‌شود، مهم است. شباهت دیگری که همه شاخه‌های مختلف بودیسم در آن سهیم هستند، تمرین روزانه "سیلا" "سامدایی" و "پرژناً است. ایده و عمل به بودیسم در هند سرچشمه گرفت و اکنون در سراسر جهان به عمل گذاشته می‌شود. آموزه‌های اصلی بودیسم عبارتند از سه حقیقت جهانی، چهار حقیقت شریف و مسیر هشت‌گانه شریف.
سه حقیقت جهانی عبارتند از: هیچ چیز در جهان گم نمی‌شود، همه چیز تغییر می‌کند، و قانون علت و معلول. چهار حقیقت شریف عبارتند از: درد و رنج وجود دارد (Dukkha)، علت رنج وجود دارد (Samudaya)، برای رنج پایانی هست (Nirodha) و برای پایان دادن به رنج، شما باید از مسیر هشت‌گانه (مگگا) پیروی کنید. سرانجام، مسیر هشت‌گانه شامل موارد زیر است:
1. درک درست از چهار حقیقت شریف
2. درست فکر کردن
3. گفتار درست
4. رفتار یا عمل صحیح
5. امرار معاش درست
6. تلاش درست
7. آگاهی درست
8. تمرکز درست

بودیسم یکی از اصلی‌ترین راه‌هایی است که ما می‌توانیم رویکرد جسم‌ذهن را به‌طور کامل مشاهده کنیم و آن را بفهمیم - به ویژه در دنیای مدرن امروزی با پیشرفت‌ها و ایده‌های گوناگون و عقاید مختلف.